# Ángeles Gasset
Ángeles Gasset de las Morenas (Madrid, 9 de agosto de 1907 - 31 de marzo de 2005) fue una maestra española, cofundadora, junto con Jimena Menéndez Pidal y Carmen García del Diestro, del Colegio Estudio de Madrid.

## Biografía
Nieta del periodista fundador de El Imparcial, Eduardo Gasset y Artime, e hija del también periodista y político liberal, José Gasset y Chinchilla, se incorporó al Instituto-Escuela el mismo año de su creación, 1918, y cursó en él todo el bachillerato. La influencia que en ella ejerció el modelo educativo del centro marcó su ulterior trayectoria. Tras graduarse en magisterio, regresó al Instituto-Escuela para completar su formación de maestra infantil de la mano de María de Maeztu y María Goyri. Allí conoció y forjó amistad con Jimena y Carmen García. La Guerra Civil dio al traste con el Instituto-Escuela y casi cuanto él había sido, y ella pasó un tiempo en el exilio en Francia en la casa de su primo, el filósofo José Ortega y Gasset. Junto con Jimena y Carmen, consiguió crear un modelo alternativo a la educación de la dictadura franquista, el Colegio Estudio de Madrid, heredero, en la medida que era posible dentro de la España franquista, del Instituto-Escuela y de la Institución Libre de Enseñanza. 
El modelo ofrecía una evaluación continua del alumnado y una educación activa. Ángeles Gasset trabajó en él casi cincuenta años, desarrollando diversas facetas de su actividad como pedagoga, organizando proyectos pioneros en su época, como las representaciones de marionetas, que ella misma manejaba con destreza, como forma de incorporar, por ejemplo, textos de Rafael Alberti a la educación infantil. Durante una visita a Cuenca en su juventud, quedó atrapada por la ciudad y el paisaje. Allí compró una casa por donde pasaron cineastas como Carlos Saura y pintores como Fernando Zóbel, además de muchos estudiantes y profesores extranjeros, singularmente estadounidenses. También en la provincia de Cuenca, se propuso y consiguió movilizar a cuantos amigos tenía, que eran muchos, para reunir fondos y rehabilitar la Iglesia de la Natividad de Nuestra Señora, en Arcas del Villar.